# Gottfried Gabriel
Gottfried Gabriel (Chełmno, 4 de outubro de 1943) é um filósofo polonês vinculado à história dos conceitos.

## Carreira acadêmica
Gottfried Gabriel foi professor associado da Universidade de Constança, tendo também lecionado como professor visitante durante dois anos na Universidade de Campinas, no Brasil. Em 1992, o filósofo se torna professor da Ruhr-Universität Bochum, mudando-se em 1995 para a Universidade de Jena, pela qual está aposentado desde abril de 2009. Ao lado de Joachim Ritter e Karlfried Gründer, Gabriel foi editor do Dicionário Histórico de Filosofia, uma obra monumental decorrente de um dos primeiros projetos da história dos conceitos alemã.

## Obra
- 1975 - Ficção e verdade. Uma teoria semântica da literatura (Fiktion und Wahrheit. Eine semantische Theorie der Literatur)
- 1991 - Entre lógica e literatura. Formas de conhecimento da poesia, filosofia e ciência (Zwischen Logik und Literatur. Erkenntnisformen von Dichtung, Philosophie und Wissenschaft)
- 1993 - Problemas básicos da epistemologia. De Descartes a Wittgenstein (Grundprobleme der Erkenntnistheorie. Von Descartes zu Wittgenstein)
- 1997 - Lógica e retórica do conhecimento. Sobre a relação entre visão de mundo científica e estética (Logik und Rhetorik der Erkenntnis. Zum Verhältnis von wissenschaftlicher und ästhetischer Weltauffassung)
- 2002 - Estética e retórica do dinheiro (Ästhetik und Rhetorik des Geldes)
- 2007 - Introdução à lógica. Livro curto com exercícios e soluções de amostra (Einführung in die Logik. Kurzes Lehrbuch mit Übungsaufgaben und Musterlösungen)
- 2015 - Reconhecimento (Erkenntnis)